# Pływanie na Mistrzostwach Świata w Pływaniu 2017 – 400 m stylem zmiennym kobiet
400 m stylem zmiennym kobiet – jedna z konkurencji, które odbyła się podczas Mistrzostw Świata w Pływaniu 2017. Eliminacje i finał miały miejsce 30 lipca.
Czwarty tytuł mistrzyni świata na tym dystansie zdobyła reprezentantka gospodarzy Katinka Hosszú, która uzyskała czas 4:29,33 i poprawiła tym samym rekord mistrzostw. Srebro wywalczyła Hiszpanka Mireia Belmonte (4:32,17). Na najniższym stopniu podium znalazła się Kanadyjka Sydney Pickrem (4:32,88).

## Rekordy
Przed zawodami rekordy świata i mistrzostw wyglądały następująco:
| Rekord                   | Zawodniczka    | Czas    | Miejsce        | Data             |
| ------------------------ | -------------- | ------- | -------------- | ---------------- |
| Rekord świata            | Katinka Hosszú | 4:26,36 | Rio de Janeiro | 6 sierpnia 2016  |
| Rekord mistrzostw świata | Katinka Hosszú | 4:30,31 | Rzym           | 26 lipca 2009    |
| Rekord świata juniorek   | Rosie Rudin    | 4:39,01 | Singapur       | 25 sierpnia 2015 |

W trakcie zawodów ustanowiono następujące rekordy:
| Data     | Etap konkurencji | Zawodniczka    | Czas    | Rekord |
| -------- | ---------------- | -------------- | ------- | ------ |
| 30 lipca | finał            | Katinka Hosszú | 4:29,33 | CR     |

## Liderki światowego rankingu
W tabeli umieszczono zawodniczki z najlepszymi rezultatami uzyskanymi w 2017 r. do dnia rozpoczęcia mistrzostw świata.
| Poz. | Zawodniczka        | Państwo           | Czas    | Miasto       | Data        |
| ---- | ------------------ | ----------------- | ------- | ------------ | ----------- |
| 1.   | Yui Ohashi         | Japonia           | 4:31,42 | Nagoja       | 14 kwietnia |
| 2.   | Katinka Hosszú     | Węgry             | 4:33,71 | Barcelona    | 13 czerwca  |
| 3.   | Leah Smith         | Stany Zjednoczone | 4:33,86 | Indianapolis | 29 czerwca  |
| 4.   | Hannah Miley       | Wielka Brytania   | 4:34,12 | Sheffield    | 18 kwietnia |
| 5.   | Mireia Belmonte    | Hiszpania         | 4:35,01 | Pontevedra   | 9 kwietnia  |
| 6.   | Sydney Pickrem     | Kanada            | 4:35,43 | Victoria     | 7 kwietnia  |
| 7.   | Kim Seo-yeong      | Korea Południowa  | 4:35,93 | Gimcheon     | 12 maja     |
| 8.   | Mary-Sophie Harvey | Kanada            | 4:36,48 | Rzym         | 24 czerwca  |
| 9.   | Aimee Willmott     | Wielka Brytania   | 4:36,82 | Sheffield    | 18 kwietnia |
| 10.  | Abbie Wood         | Wielka Brytania   | 4:37,25 | Sheffield    | 18 kwietnia |

## Wyniki

### Eliminacje
Eliminacje rozpoczęły się 30 lipca o 9:30.
| Miejsce | Wyścig | Tor | Zawodniczka            | Państwo           | Czas      | Uwagi |
| ------- | ------ | --- | ---------------------- | ----------------- | --------- | ----- |
| 1.      | 3      | 4   | Katinka Hosszú         | Węgry             | 4:33,90   | Q     |
| 2.      | 3      | 5   | Mireia Belmonte        | Hiszpania         | 4:35,29   | Q     |
| 3.      | 3      | 3   | Elizabeth Beisel       | Stany Zjednoczone | 4:36,18   | Q     |
| 4.      | 2      | 6   | Sydney Pickrem         | Kanada            | 4:36,25   | Q     |
| 5.      | 3      | 6   | Sakiko Shimizu         | Japonia           | 4:36,43   | Q     |
| 6.      | 2      | 3   | Leah Smith             | Stany Zjednoczone | 4:36,94   | Q     |
| 7.      | 2      | 4   | Yui Ōhashi             | Japonia           | 4:36,97   | Q     |
| 8.      | 2      | 5   | Hannah Miley           | Wielka Brytania   | 4:37,14   | Q     |
| 9.      | 3      | 2   | Kim Seo-yeong          | Korea Południowa  | 4:39,80   |       |
| 10.     | 3      | 7   | Nguyễn Thị Ánh Viên    | Wietnam           | 4:40,39   |       |
| 11.     | 2      | 8   | Joanna Maranhão        | Brazylia          | 4:41,29   |       |
| 12.     | 2      | 1   | Zsuzsanna Jakabos      | Węgry             | 4:41,40   |       |
| 13.     | 3      | 1   | Zhou Min               | Chiny             | 4:42,26   |       |
| 14.     | 3      | 0   | Wiktorija Zeynep Güneş | Turcja            | 4:42,27   |       |
| 15.     | 2      | 9   | Ye Shiwen              | Chiny             | 4:43,40   |       |
| 16.     | 1      | 3   | Kaylee McKeown         | Australia         | 4:43,61   |       |
| 17.     | 2      | 0   | Victoria Kaminskaya    | Portugalia        | 4:44,96   |       |
| 18.     | 3      | 8   | Barbora Závadová       | Czechy            | 4:46,75   |       |
| 19.     | 2      | 2   | Mary-Sophie Harvey     | Kanada            | 4:46,88   |       |
| 20.     | 2      | 7   | Abbie Wood             | Wielka Brytania   | 4:47,30   |       |
| 21.     | 1      | 6   | Monika González        | Meksyk            | 4:48,00   |       |
| 22.     | 3      | 9   | Anja Crevar            | Serbia            | 4:48,53   |       |
| 23.     | 1      | 5   | Helena Gasson          | Nowa Zelandia     | 4:49,35   |       |
| 24.     | 1      | 4   | Virginia Bardach       | Argentyna         | 4:53,22   |       |
| 25.     | 1      | 2   | Ilektra Lebl           | Grecja            | 4:56,95   |       |
| 26.     | 1      | 7   | Azzahra Permatahani    | Indonezja         | 4:57,00   |       |
| 27.     | 1      | 1   | Sara Nysted            | Wyspy Owcze       | 5:21,21   |       |
| 28. !   | 1      | 8   | Sayani Ghosh           | Indie             | 9:99,99 ! | DNS   |

### Finał
Finał odbył się 30 lipca o 18:20.
| Miejsce | Tor | Zawodniczka      | Państwo           | Czas    | Uwagi |
| ------- | --- | ---------------- | ----------------- | ------- | ----- |
| 1. !    | 4   | Katinka Hosszú   | Węgry             | 4:29,33 | CR    |
| 2. !    | 5   | Mireia Belmonte  | Hiszpania         | 4:32,17 |       |
| 3. !    | 6   | Sydney Pickrem   | Kanada            | 4:32,88 |       |
| 4.      | 1   | Yui Ōhashi       | Japonia           | 4:34,50 |       |
| 5.      | 2   | Sakiko Shimizu   | Japonia           | 4:35,62 |       |
| 6.      | 7   | Leah Smith       | Stany Zjednoczone | 4:36,09 |       |
| 7.      | 3   | Elizabeth Beisel | Stany Zjednoczone | 4:37,63 |       |
| 8.      | 8   | Hannah Miley     | Wielka Brytania   | 4:38,34 |       |